# Pfarrkirche Schönberg im Stubaital

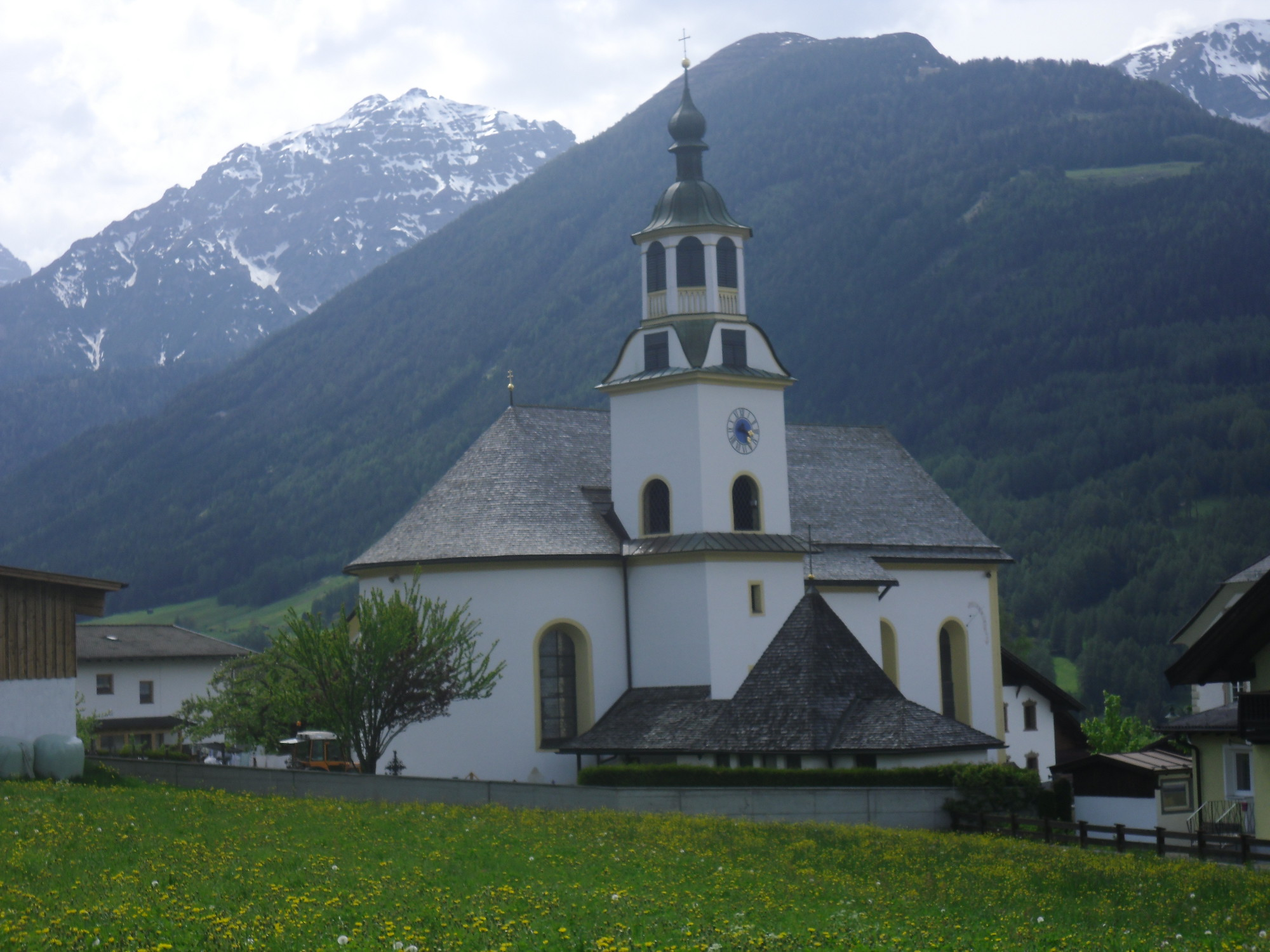
Katholische Pfarrkirche hl. Kreuz in Schönberg im Stubaital

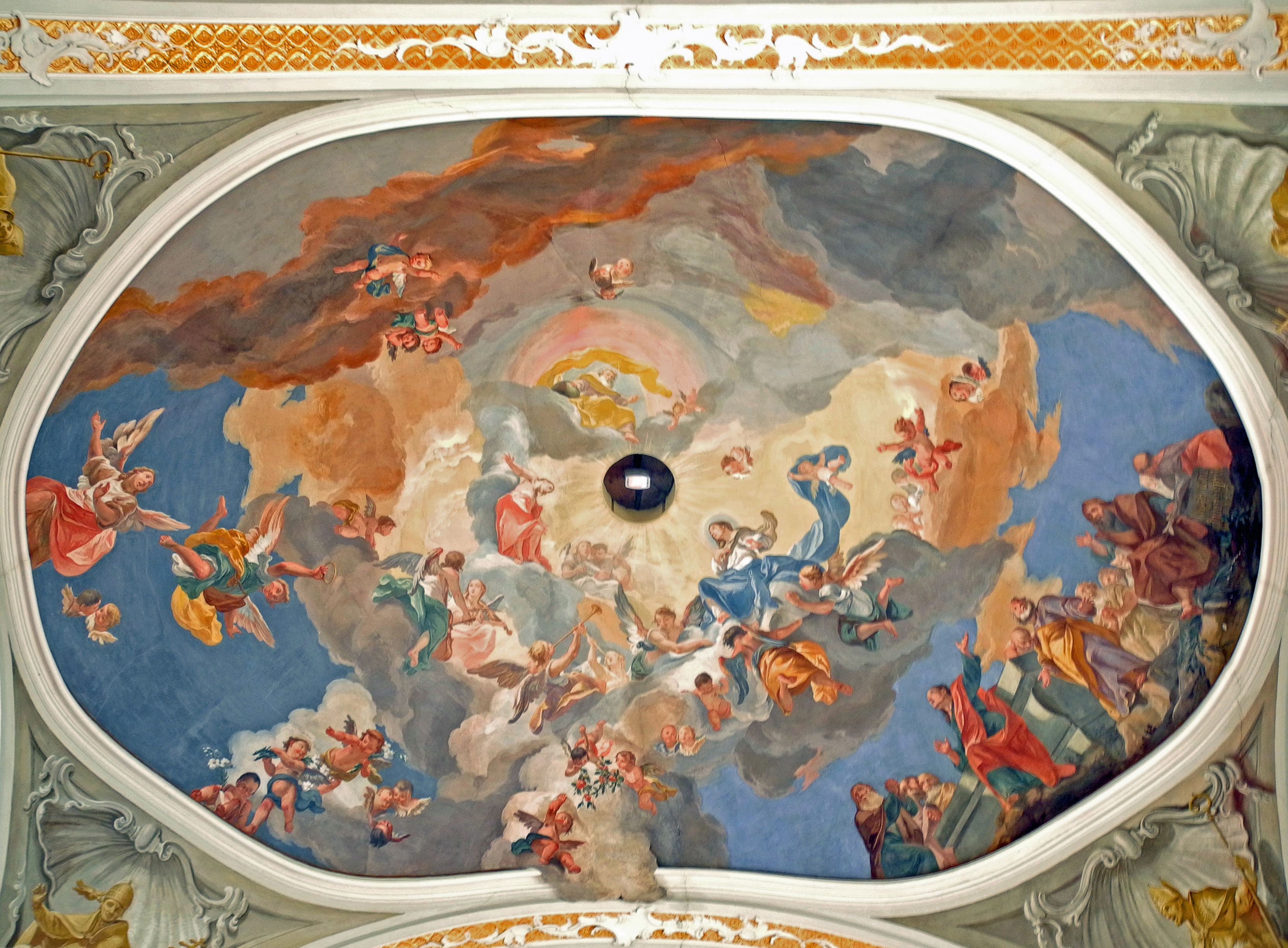
Mariä Himmelfahrt in der Hauptkuppel von Giuseppe le Grù 1752

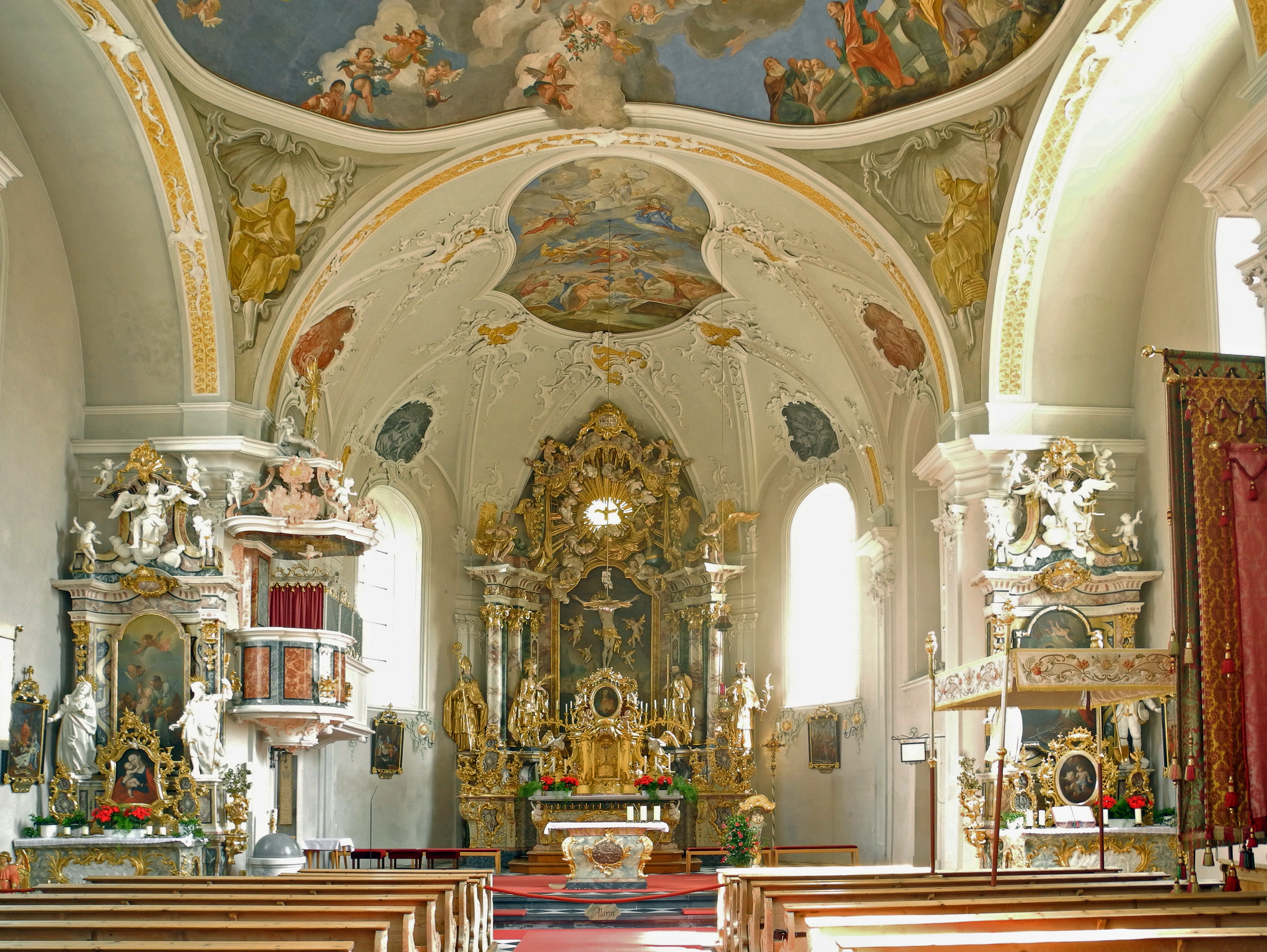
Langhaus, Blick zum Chor

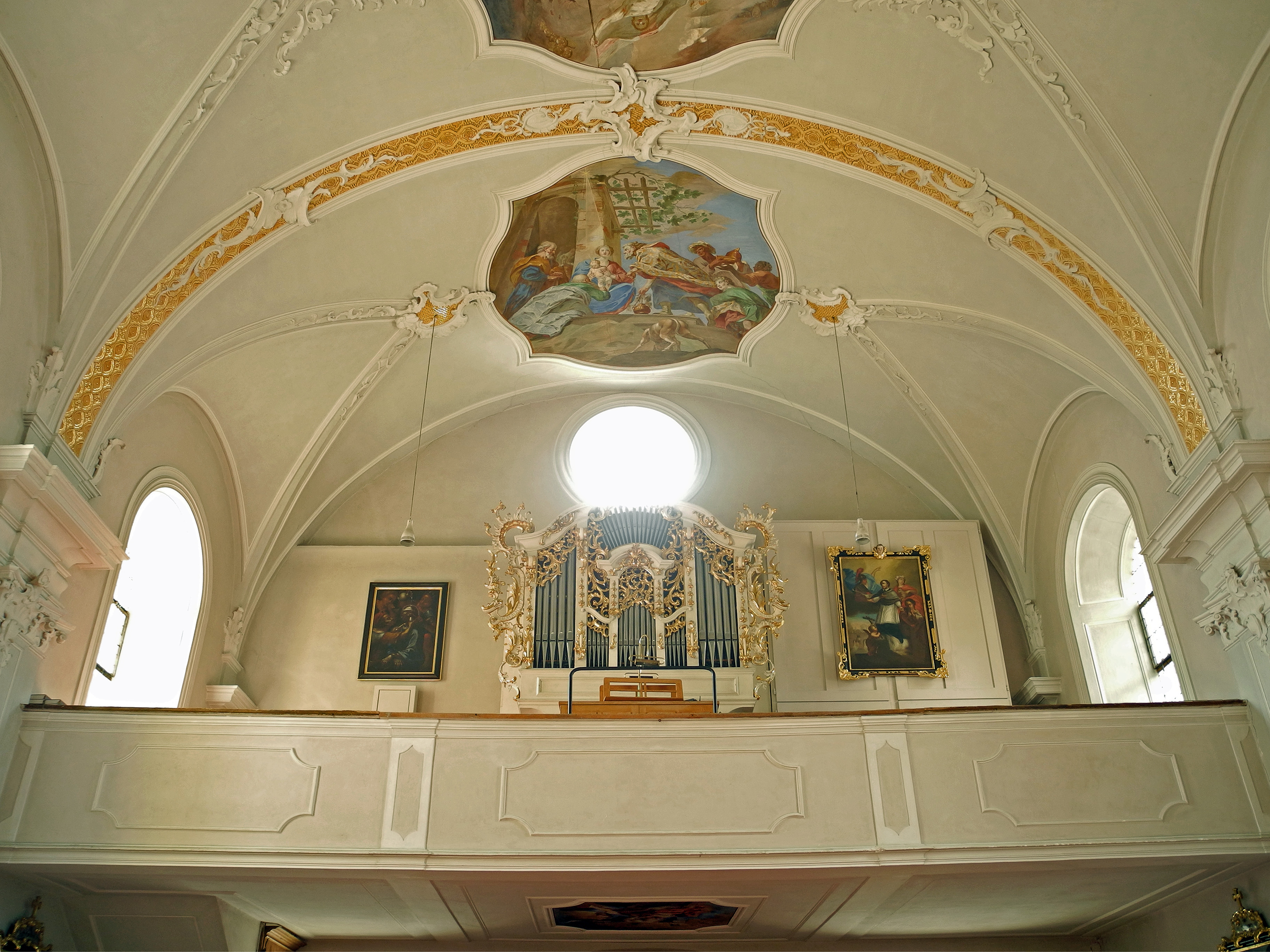
Langhaus, Blick zur Orgel

Die Pfarrkirche Schönberg im Stubaital steht im Ortszentrum der Gemeinde Schönberg im Stubaital im Bezirk Innsbruck-Land in Bundesland Tirol. Die dem Patrozinium Heiliges Kreuz unterstellte römisch-katholische Pfarrkirche gehört zum Dekanat Matrei am Brenner in der Diözese Innsbruck. Die Kirche und der Friedhof stehen unter Denkmalschutz ().

## Geschichte
Im Pestjahr 1604 gelobte Anton Steuxner die Aufstellung eines Kreuzes, was 1605/1606 erfolgte. Im Weiteren wurde 1627 eine Kapelle erbaut und 1677 erweitert und 1682 und zu Ehren der drei Pestpatrone geweiht. Die Kirche wurde 1748/1749 nach den Plänen von Franz de Paula Penz durch den ausführenden Baumeister Johann Michael Umhauser errichtet. Die Kirche wurde 1750 geweiht. Im Ende des 18. Jahrhunderts entstand eine Wallfahrt.
Anfänglich eine Filiale der Pfarrkirche Telfs und 1753 eine Kuratie wurde die Kirche 1891 zur Pfarrkirche erhoben. 1938 wurde die Kirche innen und 1971 außen restauriert.

## Architektur
Die Rokokokirche ist an drei Seiten von einem Friedhof umgeben.
Das Langhaus hat querschiffartige Erweiterungen unter einem abgeschleppten Dach mit einem stark vergrößerten Rundbogenfenster. Der einjochige Chor hat einen halbkreisförmigen Schluss mit zwei weiteren Rundbogenfenstern und einem Kreisfenster. Der Ostturm am Chor verjüngt sich am Dachansatz über einem unterkehlten Gesims, unmittelbar darüber ansetzend gibt es an drei Seiten rundbogige Schallfenster, um bereits in der Höhe des Firstes über einem trapezförmig eingezogenen zurückspringenden Wellengiebel eine polygonale glockenförmige Haube und Laterne mit Zwiebelhelm zu tragen. Westlich am Chor steht ein Sakristeianbau. Die nördliche straßenseitig orientierte Eingangsfront zeigt das Satteldach im Ansatz geschmiegt, das rundbogige Hauptportal mit Sockeln und Kämpfern wird von zwei Rechteckfenstern flankiert, darüber zeigt die Fassade unter einem Kreisfenster das Fresko Kreuzigung mit Maria Magdalena, gemalt von Franz Anton Leitensdorfer 1749, das Bild wurde 1971 praktisch neu gemalt. Die Kirche zeigt an der Ost- und Westseite eine einfache Sonnenuhr.
Das Kircheninnere zeigt zwei Vorjoche unter einer Stichkappentonne mit flachen Gurtbögen. Der querschiffartig erweiterte Mittelraum ist mit einer ovalen Pendentif-Flachkuppel überwölbt, deren dominierender Charakter durch die Malerei einer gewaltigen Himmelsszenerie noch verstärkt wird. Der Chor mit einer Wandgliederung mit Schichtpilastern schließt mit einem Dreiseitschluss. Im ersten Chorjoch sind Portale mit geohrter Stuckrahmung zum Turm und zur Sakristei, links darüber gibt es ein Oratorium mit einem Zugang zur Kanzel auf Volutenkonsolen mit von Rocaillen und Vasen bekrönendem Gitter, darüber zeigt sich ein gemaltes Scheinfenster, rechts zeigt sich eine Blindfensternische.
Die qualitätsvollen, jedoch sparsam verwendeten und nur im Chor reicheren Rocaillestuckaturen schuf Bartlme Gratl 1749. Die Wandmalereien, im Chor das Jüngste Gericht, schuf Josef Mages. Die weitere Malerei schuf Franz Anton Leitenstorffer 1749, die Stichkappen zeigen in Stuckkartuschen vier auf die Eucharistie bezogene Szenen aus dem Leben Jesu, die Unterseite der Empore zeigt einen Schutzengel, zwei kleinere Deckenbilder in den Vorjochen zeigen die Anbetung der Könige und die Auferstehung Christi, die vier Pendentifs der Hauptkuppel zeigen monochrom die Vier Kirchenväter. Das ursprüngliche Fresko der Hauptkuppel von Franz Anton Leitenstorffer wurde 1751 vom bischöflichen Visitator wegen einiger nackten Figuren beanstandet und daher von Giuseppe le Grù 1752 mit Himmelfahrt und Glorie Mariä übermalt.

## Ausstattung
Den barocken Hochaltar schuf Johann Perger 1761 nach einem Entwurf von Josef Stapf.
Die Orgelfassade schuf Johann Evangelist Feyrstein um 1760/1770 als sechsfeldrigers Prospekt umspielt von Rocailledekor, das Werk schuf Reinisch-Pirchner 1962.

## Grabdenkmäler
- Außen ostseitig an der Kirche Grabstein zu Joseph von Stolz 1842.